# L'Aquila Rugby 2014-2015
Nella stagione 2014-2015 L'Aquila Rugby disputò il campionato di Eccellenza classificandosi al nono posto. Ha disputato inoltre il Trofeo Eccellenza mancando l'accesso alle semifinali in virtù del secondo posto ottenuto nel girone di qualificazione.

## Maglie e Sponsor
Il fornitore tecnico per la stagione 2015 fu BLK , mentre il principale sponsor fu l'Eni.
In questa stagione oltre alla maglia ufficiale, con i colori nero-verde, utilizzò delle maglie "evento", sei maglie che riproducevano i principali monumenti aquilani danneggiati dal sisma del 2009 ristrutturati o in ristrutturazione, una il Gran Sasso e una disegnata dai bambini delle scuole aquilane. I monumenti riportati sulle maglie furono: Palazzo Pica Alfieri, Basilica di Santa Maria di Collemaggio, Teatro San Filippo, Palazzo Ardinghelli, Basilica di San Bernardino.

## Eccellenza

### Partite giocate

#### Andata
| Arbitro: | Charabas (Francia) |

|                         |      |                                                       |
| 56’ Lofrese 69’ tecnica | mt   | 14’ De Jager 26’ Zdrilich 32’, 80’ Steyn 54’ Castello |
| 56’, 69’ Forte          | tr   | 14’, 32’, 38’, 54’, 80’ Seymour                       |
| 41’ Forte               | c.p. | 20’ Seymour                                           |

| Arbitro: | Liperini (Livorno) |

|                                 |      |                          |
| 40’ tecnica 46’ Filippucci      | mt   | 22’ Lofrese 69’ Santillo |
| 40’ Nathan 46’ Gerber           | tr   | 22’ Forte                |
| 13’ Nathan 55’, 76’, 80’ Gerber | c.p. | 5’, 48’ Forte            |

| Arbitro: | Bertelli (Ferrara) |

| |    |  |
| 9’ E. Lubian 15’ Ceccato 18’, 48’, 58’ Bortolussi 27’, 33’ tecnica 44’ Gajion 61’, 67’ Pavanello 65’ Menon 76’ Farolini | mt |  |
| 15’, 27’, 33’, 44’ Farolini 48’, 58’, 65’, 76’ Basson                                                                   | tr |  |

| Arbitro: | Rizzo (Ferrara) |

|            |      |                                                                |
|            | mt   | 18’ Buondonno 18’ tecnica 35’ Denti 46’ Pascu 54’, 78’ Amadasi |
|            | tr   | 18’, 46’, 54’ McKinley 78’ K. S. Apperley                      |
| 40’ Matzeu | c.p. |                                                                |

| Arbitro: | Schipani (Benevento) |

|                                        |      |           |
| 50’, 60’ Viceré 53’ Amenta 77’ tecnica | mt   |           |
| 50’, 53’, 60’, 77’ Benetti             | tr   |           |
| 13’, 46’ Canna                         | c.p. | 37’ Forte |

| Arbitro: | Tomò (Roma) |

|                    |      |                                                               |
|                    | mt   | 11’ Morsellino 20’ Barraud 58’, 64’ Filippucci 73’ Buonfiglio |
|                    | tr   | 11’, 20’, 58’, 64’, 73’ Barraud                               |
| 6’, 29’, 50’ Forte | c.p. | 4’ Barraud                                                    |

| Arbitro: | Damasco (Napoli) |

|                                       |      |                             |
|                                       | mt   | 10’ Cialone 29’ Picone      |
|                                       | tr   | 29’ Bonifazi                |
| 16’, 30’, 45’, 71’ Ciaurro 37’ Roveda | c.p. | 32’, 56’, 60’, 73’ Bonifazi |

| Arbitro: | Meconi (Roma) |

|                                           |      |                                                                                 |
| 6’, 75’ Santillo 26’ Subrizi 80’ Erbolini | mt   | 3’ Vian 19’ Preston 40’ Furlan 50’ Dotta 60’ Giovanchelli 67’ Bertetti 78’ Seno |
| 26’ Bonifazi 75’ Forte                    | tr   | 3’, 19’, 40’, 50’, 60’, 67’, 78’ Cornwell                                       |
| 47’ Bonifazi                              | c.p. | Calcio                                                                          |

| Arbitro: | Blessano (Treviso) |

|                                                  |      |                            |
| 10’Woodhouse 31’ Benettin 39’ Innocenti 62’ Zani | mt   | 45’ Iovenitti 54’ Santillo |
| 10’, 31’, 39’ Fadalti                            | tr   | 54’ Bonifazi               |
| 14’ Fadalti                                      | c.p. |                            |

#### Ritorno
| Arbitro: | Tomò (Roma) |

|                                                                              |    |                                     |
| 5’ Buscema 9’ Scanferla 16’ Ferraro 40+1’ Costanzo 46’ Ambrosio 65’ Castello | mt | 22’ Mattoccia 26’ Riera 79’ tecnica |
| 5’, 9’, 16’, 40+1’ Buscema 65’ Ambrosio                                      | tr | 22’, 26’ Riera 79’ Matzeu           |

| Arbitro: | Schipani (Benevento) |

|                        |      |                                       |
| 35’ Bonifazi 50’ Forte | mt   | 5’ Nathan 13’ Mannucci 46’ Giangrande |
| 35’ Bonifazi           | tr   | 5’, 13’ Gerber                        |
|                        | c.p. | 27’, 56’ Gerber                       |

| Arbitro: | Meconi (Roma) |

|              |    |                                       |
| 51’ Riera    | mt | 6’, 80’ tecnica 45’ Ferro 58’ Mahoney |
| 51’ Bonifazi | tr | 6’, 45’, 80’ Basson                   |

| Arbitro: | Palladino (Torino) |

|                                                         |      |                                  |
| 29’ Du Plessis 46’ Mangianello 73’ Amadasi 80’ McKinley | mt   |                                  |
| 46’, 73’, 80’ McKinley                                  | tr   |                                  |
| 8’, 12’, 15’, 35’ McKinley                              | c.p. | 10’, 19’, 22’, 40’, 59’ Bonifazi |

| Arbitro: | Liperini (Livorno) |

|                         |      |                               |
| 38’ Milani 75’ Erbolini | mt   | 20’ Sepe 67’ Sutto 78’Thomsen |
| 38’ Bonifazi            | tr   | 20’, 67’ Canna                |
| 25’, 44’ Bonifazi       | c.p. | 5’, 14’, 40’, 57’ Canna       |

| Arbitro: | Damasco (Napoli) |

|                                                                                                  |      |           |
| 17’ A. Ceccato 33’ Cicchinelli 43’, 78’ Cornelli 49’ tecnica 55’ Van Zyl 61’ Barraud 72’ Lucchin | mt   | 35’ Riera |
| 33’ Onori 49’, 61’, 72’, 78’ Barraud                                                             | tr   |           |
| 8’ Onori                                                                                         | c.p. |           |
|                                                                                                  | drop | 39’ Forte |

| Arbitro: | Liperini (Livorno) |

|                                                           |      |                                                  |
| 11’, 71’ Caila 15’ Riera 30’ Panetti 38’ Picone 53’ Forte | mt   | 20’ Heymans 48’ Marchetto 60’ Bigoni 74’ Dublino |
| 11’, 15’, 30’, 38’, 53’, 71’ Bonifazi                     | tr   | 20’, 48’, 74’ Beltramino                         |
| 7’ Bonifazi                                               | c.p. |                                                  |

| Arbitro: | Rizzo (Ferrara) |

|                                                      |    |                                   |
| 11’, 26’ Giovanchelli 17’ Bona 38’ Sala 68’ Gm. Vian | mt | 22’ Panetti 53’ tecnica 64’ Riera |
| 11’, 17’, 26’, 38’, 68’ Cornwell                     | tr | 53’, 64’ Bonifazi                 |

| Arbitro: | Tomò (Roma) |

|                   |    |                                                  |
| 37’, 58’ Cortés   | mt | 5’ Fadalti 16’ Francescato 35’ Bettin 76’ Giusti |
| 37’, 58’ Bonifazi | tr | 5’, 16’, 35’ Fadalti 76’Minniti                  |

### Risultato
| Posizione | G  | V | N | P  | PF  | PS  | DP   | B | Pt |
| --------- | -- | - | - | -- | --- | --- | ---- | - | -- |
| 9         | 18 | 2 | 0 | 16 | 272 | 651 | -379 | 2 | 10 |

### Statistiche giocatori
L'Aquila Rugby Club utilizzò nel campionato di eccellenza 39 giocatori, di cui 21 esordienti, oltre a Salvatore Perugini e Maurizio Zaffiri che giocarono l'ultima partita di campionato come festa per l'addio al Rugby di Perugini e Picone. L'età media, al 4 ottobre 2014 data della prima partita, era di 23,8 anni; il giocatore più anziano era il pilone Dario Subrizi di quasi 33 anni e il più' giovane Giorgio Erbolini che aveva solo 18 anni.
| Naz.                 | nome                 | data di nascita | Età | G  | Tit | P  | M | Tr | Pun | Dr | G | R | rif |
| -------------------- | -------------------- | --------------- | --- | -- | --- | -- | - | -- | --- | -- | - | - | --- |
| Italia (bandiera)    | Michele Boccardo     | 03/05/1987      | 27  | 15 | 11  |    |   |    |     |    |   |   | (*) |
| Italia (bandiera)    | Alberto Bonifazi     | 17/10/1991      | 22  | 16 | 15  | 76 | 1 | 13 | 16  |    |   |   | (*) |
| Italia (bandiera)    | Antonio Brandolini   | 13/11/1992      | 21  | 4  |     |    |   |    |     |    |   |   | (*) |
| Italia (bandiera)    | Nicola Breglia       | 07/05/1991      | 23  | 8  | 3   |    |   |    |     |    | 1 |   | (*) |
| Figi (bandiera)      | Josateki Brown       | 01/01/1989      | 25  | 2  | 1   |    |   |    |     |    |   |   | (*) |
| Italia (bandiera)    | Adolfo Caila         | 16/04/1989      | 25  | 16 | 15  | 10 | 2 |    |     |    | 2 |   | (*) |
| Italia (bandiera)    | Giancarlo Carnicelli | 30/01/1994      | 20  | 4  | 5   | 1  |   |    |     |    |   |   | (*) |
| Italia (bandiera)    | Mattia Catelan       | 21/03/1994      | 20  | 17 | 13  |    |   |    |     |    |   |   | (*) |
| Italia (bandiera)    | Simone Ceccarelli    | 26/03/1992      | 22  | 11 | 6   |    |   |    |     |    |   |   | (*) |
| Italia (bandiera)    | Alessandro Cialone   | 23/08/1987      | 27  | 12 | 10  | 5  | 1 |    |     |    | 1 |   | (*) |
| Italia (bandiera)    | Andrea Ciofani       | 20/05/1995      | 19  | 3  | 2   |    |   |    |     |    |   |   | (*) |
| Italia (bandiera)    | Alessio Cocchiaro    | 09/08/1991      | 23  | 18 | 12  |    |   |    |     |    | 3 |   | (*) |
| Argentina (bandiera) | Ezequiel Cortes      | 18/04/1990      | 24  | 5  | 5   | 10 | 2 |    |     |    |   |   | (*) |
| Italia (bandiera)    | Lorenzo Crotti       | 22/11/1994      | 19  | 3  | 3   |    |   |    |     |    |   |   | (*) |
| Italia (bandiera)    | Luca Di Cicco        | 24/08/1991      | 23  | 6  | 2   |    |   |    |     |    | 2 |   | (*) |
| Italia (bandiera)    | David Di Roberto     | 20/03/1990      | 24  | 8  | 4   |    |   |    |     |    | 2 |   | (*) |
| Svezia (bandiera)    | Jonathon Edwards     | 16/04/1987      | 27  | 3  | 2   |    |   |    |     |    |   |   | (*) |
| Italia (bandiera)    | Giorgio Erbolini     | 11/07/1996      | 18  | 11 | 4   | 10 | 2 |    |     |    |   |   | (*) |
| Italia (bandiera)    | Rossano Fagnani      | 02/05/1984      | 30  | 4  | 1   |    |   |    |     |    |   |   | (*) |
| Italia (bandiera)    | Marco Ferrini        | 20/11/1991      | 22  | 6  | 5   |    |   |    |     |    |   |   | (*) |
| Italia (bandiera)    | Lorenzo Fiore        | 27/05/1990      | 24  | 11 | 7   |    |   |    |     |    | 1 |   | (*) |
| Italia (bandiera)    | Vittorio Flammini    | 04/04/1994      | 20  | 7  | 4   |    |   |    |     |    |   |   |     |
| Italia (bandiera)    | Giulio Forte         | 23/09/1992      | 22  | 17 | 13  | 42 | 2 | 7  | 4   | 1  | 1 |   | (*) |
| Italia (bandiera)    | Domiziano Gorla      | 10/03/1994      | 20  | 11 | 7   |    |   |    |     |    |   |   | (*) |
| Italia (bandiera)    | Stefano Iovenitti    | 23/05/1993      | 21  | 16 | 8   | 5  | 1 |    |     |    |   |   | (*) |
| Italia (bandiera)    | Guido Leone          | 07/08/1990      | 24  | 14 | 6   |    |   |    |     |    | 1 |   | (*) |
| Italia (bandiera)    | Andrea Lofrese       | 22/05/1992      | 22  | 15 | 14  | 10 | 2 |    |     |    | 2 | 1 | (*) |
| Italia (bandiera)    | Alessio Mattoccia    | 25/08/1994      | 20  | 12 | 8   | 5  | 1 |    |     |    | 1 |   | (*) |
| Italia (bandiera)    | Simone Matzeu        | 31/01/1992      | 22  | 15 | 12  | 5  |   | 1  | 1   |    |   |   | (*) |
| Italia (bandiera)    | Luigi Milani         | 28/11/1984      | 29  | 12 | 9   | 5  | 1 |    |     |    | 1 |   | (*) |
| Italia (bandiera)    | Francesco Palmisano  | 08/07/1990      | 24  | 14 | 12  |    |   |    |     |    |   |   | (*) |
| Italia (bandiera)    | Alex Panetti         | 15/08/1991      | 23  | 16 | 10  | 10 | 2 |    |     |    | 1 |   | (*) |
| Italia (bandiera)    | Salvatore Perugini   | 06/03/1978      | 36  | 2  | 1   |    |   |    |     |    |   |   | (*) |
| Italia (bandiera)    | Simon Picone         | 26/09/1982      | 32  | 11 | 10  | 10 | 2 |    |     |    | 1 |   | (*) |
| Italia (bandiera)    | Nicola Rettagliata   | 20/04/1994      | 20  | 3  |     |    |   |    |     |    |   |   | (*) |
| Italia (bandiera)    | Joaquin Riera        | 02/02/1994      | 20  | 9  | 9   | 29 | 5 |    | 2   |    | 1 |   | (*) |
| Italia (bandiera)    | Valerio Santillo     | 03/08/1983      | 31  | 7  | 7   | 20 | 4 |    |     |    |   |   | (*) |
| Italia (bandiera)    | Davide Sebastiani    | 14/03/1985      | 29  | 5  |     |    |   |    |     |    |   |   | (*) |
| Italia (bandiera)    | Nicolo Speranza      | 11/01/1994      | 20  | 5  | 1   |    |   |    |     |    |   |   | (*) |
| Italia (bandiera)    | Dario Subrizi        | 08/11/1981      | 32  | 17 | 16  |    |   |    |     |    | 1 |   | (*) |
| Italia (bandiera)    | Maurizio Zaffiri     | 12/01/1978      | 36  | 1  | 1   |    |   |    |     |    |   |   | (*) |

## Trofeo Eccellenza

### Partite giocate
| Arbitro: | Federico Meconi (Roma) |

|                                                                                             |      |                                |
| 13’, 36’ Ceglie 23’ Cocivera 30’ Cerqua 42’ Massaro 65’ tecnica 71’ Bacchetti 75’ Gasparini | mt   | 40’ Mattocchia 57’ Rettagliata |
| 36’, 42’ Canna 65’ Benetti 71’ Bacchetti 75’ Gasparini                                      | tr   | 40’ Matzeu 57’ Ferrini         |
| 2’ Canna                                                                                    | c.p. |                                |

| Arbitro: | Luca Trentin (Lecco) |

|                                    |      |                                                     |
| 6’ Flaminni 18’ Catelan 30’ Matzeu | mt   | 23’ Ventricelli 67’ Bruno 71’ Brancoli 80’ Vannozzi |
| 18’, 30’ Matzeu                    | tr   | 67’, 71’, 80’ Bruni                                 |
| 13’, 47’ Matzeu 75’ Ferrini        | c.p. |                                                     |

### Risultato
| Posizione | G | V | N | P | PF | PS | DP  | B | Pt |
| --------- | - | - | - | - | -- | -- | --- | - | -- |
| 2ª        | 2 | 1 | 0 | 1 | 42 | 79 | -37 | 0 | 4  |